# Lettere di condannati a morte della Resistenza italiana (8 settembre 1943 - 25 aprile 1945)
Lettere di condannati a morte della Resistenza italiana (8 settembre 1943 - 25 aprile 1945) è un libro che raccoglie le ultime lettere o messaggi di 112 partigiani e patrioti della Resistenza italiana, giustiziati da plotoni d'esecuzione oppure uccisi dopo esser stati torturati, e taluni che s'erano uccisi.

## Descrizione
L'idea originaria del libro venne a Piero Malvezzi che, coadiuvato da Giovanni Pirelli, lo propose a vari editori, che rifiutarono la pubblicazione, in un momento del secondo Dopoguerra nel quale non si reputava interessante una certa memorialistica resistenziale. I due curatori erano entrambi ex alpini e partigiani. Finalmente, nel gennaio 1952 l'opera uscì da Einaudi, dopo due anni di ricerche documentarie per tutta l'Italia, con prefazione di Enzo Enriques Agnoletti. 
La raccolta ebbe, inaspettatamente, subito un grande successo di pubblico e di critica. La terza edizione, già del giugno 1952, raccoglie le lettere di 132 caduti, presentandosi come un significativo ampliamento rispetto alla prima edizione, in quanto raccoglie ulteriori testimonianze di trenta caduti che non erano presenti nella prima edizione. La terza edizione contiene anche cinque tavole fuori testo, costituite da riproduzioni fotografiche di documenti come la lettera di Walter Fillak che è posta in apertura del libro.
Con perizia filologica, per ogni caduto sono indicate anche notizie essenziali della sua vita e delle circostanze della morte. Fanno eccezione i primi sei, indicati come "Ignoto", per i quali manca ogni cenno biografico.
Il criterio di selezione delle lettere è molto stretto nella sostanza, anche se sono stati inclusi alcuni casi ritenuti assimilabili dai curatori: ad esempio resistenti che, sottoposti a torture, si uccisero per evitare di confessare. Anche per quanto riguarda lo strumento espressivo, sono stati inclusi messaggi come quello inciso con un chiodo sulle pareti di una cella da Alberto Marchesi (fucilato alle Fosse Ardeatine), o il messaggio scritto da Gianfranco Mattei sul retro di un assegno circolare. Il messaggio di Umberto Fogagnolo, riportato nella copertina dell'edizione 2002, fu scritto sul retro della foto di un suo figlio. I criteri sono indicati in una "nota dei compilatori" che precede le testimonianze riportate.
Una testimonianza cinematografica dal medesimo titolo del libro, per la regia di Fausto Fornari, con la supervisione di Cesare Zavattini, uscì nel 1953, vincendo lo stesso anno il premio di migliore documentario alla Mostra del Cinema di Venezia.
Visto il successo del libro, Malvezzi e Pirelli pubblicarono due anni dopo la raccolta Lettere di condannati a morte della Resistenza europea.
Nel 2002 è stata pubblicata da Einaudi una nuova edizione, a cura di Gustavo Zagrebelsky, nella sontuosa collezione I Millenni.
Nel 2006 Einaudi ha proposto una raccolta-antologia di lettere e di brani di diario dei partigiani, intitolata Generazione ribelle. Diari e lettere dal 1943 al 1945, estesa a tutto il periodo della loro partecipazione alla Resistenza e non limitata quindi agli scritti in punto di morte, a cura di Mario Avagliano. L'altra novità di questa raccolta, che s'ispira dichiaratamente al lavoro di Malvezzi e Pirelli, è che essa comprende testi non solo di partigiani ma anche di deportati politici, di internati militari, di militari del Corpo di Liberazione Italiano e di resistenti civili.

## Persone citate
In ordine cronologico di data di morte:

### 1943
- 20 dicembre 1943, Sforzacosta di Macerata - Fucilato - Mario Batà;
- 21 dicembre 1943, Erba - Fucilato al cimitero nuovo - Giancarlo Puecher Passavalli;
- 25 dicembre 1943, Novara - Fucilati al poligono di tiro - Novello Bianchi, Franco Balzani;
- 31 dicembre 1943, Milano - Fucilati al poligono di tiro della Cagnola - Gaetano Andreoli, Arturo Capettini, Cesare Poli;

### 1944
- 14 gennaio 1944, Genova - Fucilati al Forte San Martino - Dino Bellucci, Giovanni Bertora, Giovanni Giaccalone, Romeo Guglielmetti, Amedeo Lattanzi, Luigi Marsano, Guido Mirolli, Giacomo Veronelli;
- 24 gennaio 1944, Torino - Fucilati in Via Sacchi - Guido Bettazzi, Aldo Camera, Carlo Jori, Brunone Gambino, Maurizio Mosso;
- 25 gennaio 1944, Acqui - Fucilati nella sede dell'economato - Stefano Manina, Vittorio Novelli, Lidio Valle;
- 2 febbraio 1944, Roma - Fucilati sugli spalti di Forte Bravetta - Ettore Arena, Benvenuto Baviale, Walter Branco, Ottavio Ciriù, Romolo Iacopini, Enzo Malatesta, Carlo Merli, Augusto Paroli, Gino Rossi, Guerrino Sbardella, Filiberto Zolito;
- 4 febbraio 1944, Roma - Suicidato impiccandosi nella cella del carcere di Via Tasso - Gianfranco Mattei;
- 5 febbraio 1944, Roma - Percosso fino alla morte nel carcere di Regina Coeli - Leone Ginzburg;
- 9 febbraio 1944, Novara - Fucilato - Giuseppe Bianchetti;
- 11 febbraio 1944, Pescara - Fucilati nella pineta - Nicola Cavorso, Pietro Cappelletti, Stelio Falasca, Beniamino Massimo Di Matteo, Raffaele Di Natale, Aldo Grifone, Alfredo Grifone, Vittorio Mannelli, Aldo Sebastiani;
- 22 febbraio 1944, Modena - Fucilati in località Sacca - Luigi Anderlini, Alfonso Paltrinieri;
- 24 febbraio 1944, Brescia - Fucilati presso la caserma del 30º Artiglieria - Mario Bettinzoli, Giacomo Perlasca;
- 7 marzo 1944, Gorizia (oggi Nova Gorica) - Fucilato al poligono di tiro del Panoviz - Aldo Sbriz;
- 7 marzo 1944, Roma - Fucilati sugli spalti di Forte Bravetta -Antonio Bussi, Concetto Fioravanti, Vincenzo Gentile, Giorgio Labò, Paul Lauffer, Francesco Lipartiti, Antonio Nardi, Mario Negelli, Augusto Pasini, Guido Rattoppatore;
- 13 marzo 1944, Siena - Fucilati nella caserma Lamarmora - Renato Bindi, Adorno Borgianni, Tommaso Masi, Primo Simi;
- 16 marzo 1944, Verona - Fucilato al Forte San Procolo - Giuseppe Pelosi;
- 20 marzo 1944, Cuneo - Fucilati al poligono di tiro - Giovanni Isaia, Gilberto Manegrassi;
- 22 marzo 1944, Maiano Lavacchio - Fucilati - Antonio Brancati, Mario Becucci, Rino Ciattini, Silvano Guidoni, Alfiero Grazi, Corrado Matteini, Emanuele Matteini, Alcide Mignarri, Alvaro Minucci, Alfonso Passananti, Attilio Sforzi;
- 22 marzo 1944, Firenze - Fucilati a Campo di Marte - Leandro Corona, Quieto Quitti, Antonio Raddi, Adriano Santoni, Guido Targetti;
- 23 marzo 1944, Bergamo - Fucilati nella Caserma Seriate - Giuseppe Sporchia, Arturo Turani;
- 23 marzo 1944, Muccia - Fucilato contro la cinta del cimitero - Achille Barilatti;
- 24 marzo 1944, Roma - Fucilati alle Fosse Ardeatine - Giuseppe Cordero Lanza di Montezemolo, Alberto Marchesi, Sabato Martelli Castaldi, Simone Simoni con altri trecentotrentuno detenuti politici;
- 31 marzo 1944, Savona - Fucilati nel fossato della Fortezza ex Priamar - Sergio Alpron, con altri due partigiani;
- 2 aprile 1944, Torino - Fucilati in Via Morghen - Domenico Binelli, Angelo Caligaris, Domenico Cane, Ferdinando Conti, Giuseppe Igonetti;
- 5 aprile 1944, Torino - Fucilati al Poligono Nazionale del Martinetto - Franco Balbis, Quinto Bevilacqua, Giulio Biglieri, Paolo Braccini, Errico Giachino, Eusebio Giambone, Massimo Montano, Giuseppe Perotti;
- 16 aprile 1944, Cairo Montenotte - Fucilati in località Buglio - Innocenzo Contini, Pietro Augusto Dacomo, Augusto Pieri, Domenico Quaranta, Ettore Ruocco;
- 20 aprile 1944, Castelfranco Emilia - Fucilati nel recinto del penitenziario - Giovanni Mambrini, Oscar Porta, Primo Ralli e altri;
- 29 aprile 1944, Roma - Fucilato sugli spalti di Forte Bravetta - Pietro Benedetti;
- 3 maggio 1944, Firenze - Fucilati al poligono di tiro delle Cascine - Raffaele Andreoni, Adriano Gozzoli, con altri due partigiani;
- 3 maggio 1944, Roma - Fucilato - Tigrino Sabatini;
- 4 maggio 1944, Bardi - Fucilati - Giordano Cavestro, Raimondo Pelinghelli, Vito Salmi, Nello Venturini, Erasmo Venusti;
- 5 maggio 1944, Arcevia - Fucilati sotto le mura - Eraclio Cappannini, Giuseppe Latieri, Giuseppe Milletti, Marino Patrignani, Dealdo Scipioni;
- 9 maggio 1944, Città di Castello - Fucilato nel greto del torrente Scatorbia nei pressi della chiesa di Santa Maria del Latte - Venanzio Gabriotti;
- 11 maggio 1944, Alvito - Fucilato lungo un canale - Giuseppe Testa;
- 19 maggio 1944, Passo del Turchino - Fucilati - Aldo Alloisio, Domenico Arecco, Valerio Bavassano, Giuseppe Bottaro, Angelo Briano, Attilio Briano, Renato Brunati, Augusto Calzolari, Giulio Cannoni, Angelo Castellini, Pietro Cavallo, Alessandro Cavanna, Gaetano Colombo, Mario Dagnino, Orazio Esposto, Sandro Fallabrino, Edoardo Ferrari, G. B. Ferrero, Francesco Fialdini, Giovanni Fialdini, Pietro Fraguglia, Enrico Gaiti, Bruno Ghiglione, Pietro Gibelli, Enrico Grenno, Luigi Grenno, Emilio Guerra, Onorato Leone, Guido Lia, Rino Mandoli, Umberto Mantellato, Salvatore Marozzelli, Giovanni Martini, Antonio Massa, Gian Carlo Odino, Ubaldo Ottonello, Isidoro Maria Pestarino, Francesco Podestà, Luigi Ratto, Luigi Rocca, Domenico Santo, Angelo Sasso, Cesare Scolesite, Rinaldo Sozo, Renzo Tassara, Piero Turni, Bartolomeo Uberti, Walter Ulanowsky, Angelo Verdino, con altri dieci non identificati;
- 24 maggio 1944, Parma - Fucilati al poligono di tiro - Inigo Campioni, Luigi Mascherpa;
- 24 maggio 1944, Roma - Fucilati sugli spalti di Forte Bravetta - Bruno Ferrari, Salvatore Grasso, Fabrizio Vassalli, Corrado Vinci e un altro partigiano;
- 31 maggio 1944, Asiago - Fucilato contro il muro di cinta del cimitero - Francesco Pretto;
- 3 giugno 1944, Roma - Fucilati sugli spalti di Forte Bravetta - Fortunato Caccamo, Mario De Martis, Costanzo Ebat, Giovanni Lupis, Guido Orlanducci, Emilio Scaglia;
- 17 giugno 1944, Radicofani - Fucilati nei pressi della cantoniera detta Vittoria sulla strada tra Radicofani e Chianciano - Renato Magi, Vittorio Tassi;
- 26 giugno 1944, Pinerolo - Fucilati - Paolo Lomasto, Floriano Oddino, Italo Zinara;
- 28 giugno 1944, Airasca - Fucilati sul campo di aviazione - Giancarlo Bressi, Arrigo Craveia;
- 12 luglio 1944, Airasca - Fucilato sul campo d'aviazione - Paolo Vasario;
- 22 luglio 1944, Torino - Impiccati in Corso Vinzaglio - Battista Bena, Felice Briccarello, Francesco Valentino, Ignazio Vian;
- 22 luglio 1944, Torino - Impiccati in Viale Giulio Cesare all'imbocco dell'autostrada Torino-Milano - Giovanni Costanzo, Giuseppe Bravin;
- 28 luglio 1944, Venezia - Fucilati sulle macerie di Cà Giustiniani - Attilio Basso, Stefano Bertazzolo, Francesco Biancotto, Ernesto D'Andrea, Giovanni Felisatti, Angelo Gressani, Enzo Gusso, Gustavo Levorin, Violante Maomesso, Venceslao Nardeau, Amedeo Peruch, Giovanni Tamai, Giovanni Tronco;
- 29 luglio 1944, Genova - Fucilati al Forte San Giuliano - Mario Cassurino, Balilla Grillotti, Aleandro Longhi, Giacinto Rizzolio, Goffredo Villa;
- 4 agosto 1944, Lucca - Fucilato fuori Porta Elisa - Aldo Mei;
- 5-6 agosto 1944, Villar Pellice - Fucilato nella piazza principale, il cadavere è poi stato impiccato - Guglielmo Jervis;

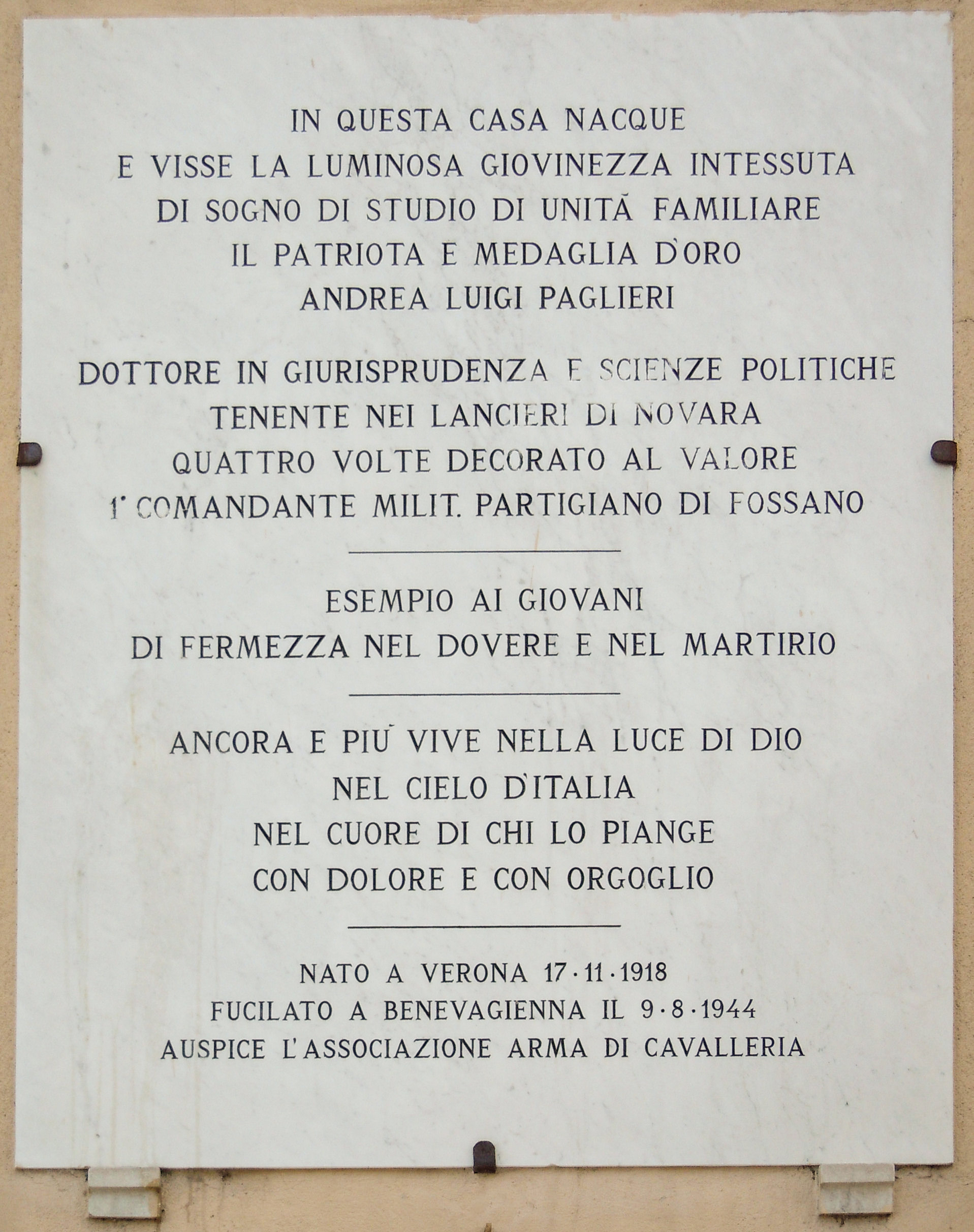
Verona, lapide ad Andrea Luigi Paglieri, fucilato il 9-8-1944.

- 9 agosto 1944, Bene Vagienna - Fucilati - Biagio Barbero, Andrea Luigi Paglieri, Giuseppe Priola;
- 10 agosto 1944, Milano - Fucilati in Piazzale Loreto - Gian Antonio Bravin, Giulio Casiraghi, Renzo Del Riccio, Andrea Esposito, Domenico Fiorani, Umberto Fogagnolo, Tullio Galimberti, Vittorio Gasparini, Emidio Mastrodomenico, Angelo Poletti, Salvatore Principato, Andrea Ragni, Eraldo Soncini, Libero Temolo, Vitale Vertemati;
- 14 agosto 1944, Bousson - Impiccati - Luigi Bonc, Luciano Beltramo;
- 14 agosto 1944, Castrocaro Terme e Terra del Sole - Fucilato - Gian Raniero Paulucci de Calboli Ginnasi;
- 14 agosto 1944, Villar Perosa - Impiccati sulla piazza - Alessandro Laggiard, Loris Tallia Galoppo, Tibaldo Niero;
- 17 agosto 1944, Padova - Fucilati - Primo Barbiero, Saturno Baudin, Antonio Franzolin, Pasquale Muolo, Luigi Pierobon, Cataldo Presicci, Ferruccio Spigolon - mentre vengono impiccati - Flavio Busonera, Ettore Calderoni, Clemente Lampioni;
- 21 agosto 1944, Savona - Fucilato nel campo sportivo - Aldo Picco;
- 22 agosto 1944, Moscheta di Firenzuola - Fucilato - Ivo Lambruschi;
- 22 agosto 1944, Verona - Fucilati al Forte San Procolo - Mario Surrentino e altri undici partigiani;
- 25 agosto 1944, Ravenna - Impiccati al Ponte degli Allocchi, ora Ponte dei Martiri - Umberto Ricci, Natalina Vacchi - Fucilati - Domenico Di Janni, Augusto Graziani, Mario Montanari, Michele Pascoli, Raniero Ranieri, Aristodemo Sangiorgi, Valsano Sirolli, Edmondo Toschi, Giordano Vallicelli, Pietro Zotti;
- 26 agosto 1944, Savarna di Ravenna - Impiccati allo stesso albero uno dopo l'altro - Ivo Calderoni, Giuseppe Fiammenghi[1], Aristide Orsini, Luciano Orsini, Nello Orsini e altri sei fucilati a Camerlona di Ravenna;
- 28 agosto 1944, Milano - Fucilati contro il muro di Via Tibaldi 26 - Albino Abico, Giovanni Aliffi, Bruno Clapiz, Maurizio Del Sale;
- 29 agosto 1944, La Morra - Fucilato - Giuseppe Manfredi;
- 29 agosto 1944, Monaco di Baviera - Fucilati - Pietro Pironi, Giuliano Sbigoli, Remo Sottili;
- 5 settembre 1944, Forlì - Fucilata sul campo di aviazione - Pellegrina Rosselli del Turco;
- 19 settembre 1944, Borgio Verezzi - Fucilati - Primo Baria, Settimio Giusti, Tommasi Martinelli, Davide Monarchi, Attilio Monsani, Giovanni Ronzoni, Romeo Scapini;
- 22 settembre 1944, Torino - Fucilati al Poligono Nazionale del Martinetto - Oreste Armano, Giuseppe Bocchiotti, Walter Caramellino, Gianfranco Farinati, Lorenzo Massai Landi, Carlo Pizzorno, Ferruccio Valobra;
- 23 settembre 1944, Bologna - Fucilati al poligono di tiro - Sario Bassanelli, Sante Caselli, Arturo Gatto, Mario Giurini, Massenzio Masia, Armando Quadri, Pietro Zanelli, Luigi Zoboli;
- 8 ottobre 1944, Torino - Fucilati al Poligono Nazionale del Martinetto - Luigi Comelli, Mario Giardini, Giovanni Mecca Ferroglia, Claudio Zucca;
- 12 ottobre 1944, Casarza Ligure - Fucilati davanti al cimitero - Renato Francesconi con altri tre partigiani;
- 15 ottobre 1944, Introbio - Fucilati al cimitero - Carletto Besana, Benedetto Bocchiola, Antonio Cendali, Franco Guarnieri, Andrea Ronchi, Benito Rubini;
- 15 ottobre 1944, Vico Canavese - Fucilati nei pressi del cimitero - Mario Garis, Augusto Pinot, Vincenzo Salis, Giuseppe Salmoirago, Gioacchino Strazza
- 19 ottobre 1944, Münsingen - Fucilati al campo d'addestramento - Ugo Cellini, Luigi Fossati, Sergio Papi, Franco Torelli;
- 23 ottobre 1944, Torino - Fucilato al Poligono Nazionale del Martinetto - Pompeo Bergamaschi;
- 24 ottobre 1944, Fontan - Uccisi con un colpo alla nuca nei pressi di Fontan Saorge - Giovanni Giribaldi, Domenico Moriani;
- 25 ottobre 1944 - Venezia - Fucilato in un fortino del Lido - Massimiliano Forte;
- 1º novembre 1944, Savona - Fucilati nel fossato della Fortezza ex Priamar - Giuseppe Baldassarre, Pietro Casari, Luigia Comatto, Paola Garelli, Franca Lanzone, Stefano Peluffo;
- 6 novembre 1944, Castelvecchio di Imperia - Fucilati - Giuseppe Anselmi, Armando Denza, Luigi Novella;
- 10 novembre 1944, Modena - Fucilati sulla Piazza Grande - Alfonso Piazza, Emilio Po, Giacomo Ulivi;
- 21 novembre 1944, Costa Volpino - Fucilati al cimitero - Andrea Caslini, Guido Galimberti, Giorgio Paglia e altri tre ex prigionieri russi;
- 24 novembre 1944, Cuorgnè - Fucilati nei pressi del Collegio dei Salesiani - Domenico Bertinatti, Aldo Marinucci;
- 26 novembre 1944, Cuneo - Fucilati sul piazzale della stazione - Maria Luisa Alessi, Pietro Fantone, Ettore Garelli, Rocco Repice, Antonio Tramontano;
- 26 novembre 1944, Pavullo - Fucilati nei pressi delle carceri - Renzo Costi, Domenico Guidani, Irma Marchiani, Gaetano Ruggeri;
- 2 dicembre 1944, Centallo - Fucilato sulla strada Torino-Cuneo - Tancredi Duccio Galimberti;
- 8 dicembre 1944, Mondovì - Fucilato nei pressi del cimitero di San Michele - Lorenzo Pieropan;
- 22 dicembre 1944, Saluzzo - Fucilato nella caserma M. Musso - Giovanni Pistoi;
- 22 dicembre 1944, Torino - Fucilati al Poligono Nazionale del Martinetto - Armando Amprino, Candido Dovis;
- 30 dicembre 1944, Camerlata di Como - Fucilati dietro il muro di cinta del poligono di tiro - Mario Bigliani, Giovanni Busi, Francesco Rigoldi, Carlo Sormani, Villa da Monza.

### 1945
- 14 gennaio 1945, Milano - Fucilati al campo sportivo Giuriati - Sergio Bazzoni, Renzo Botta, Arturo Capecchi, Attilio Folli, Roberto Giardino, Roberto Ricotti, Giuseppe Rossato, Luciano Rossi, Gian Carlo Serrani;
- 16 gennaio 1945, Chialamberto - Fucilato nelle vicinanze del cimitero - Michele Pagliari;
- 20 gennaio 1945, Padova - Fucilato a Chiesanuova - Bruno Pellizzari;
- 20 gennaio 1945, Torino - Fucilato al Poligono Nazionale del Martinetto - Franco Cipolla;
- 23 gennaio 1945, Druento - Fucilati - Alberto Appendino, Gino Beghini, Bruno Goffi, Dante Macario, Vincenzo Macario, Aldo Neirotti, Michele Neirotti, Paolo Pera, Marcello Rolle, Leone Rosselli, Francesco Rossi;
- 23 gennaio 1945, Torino - Fucilati al Poligono Nazionale del Martinetto - Orazio Barbero, Bruno Cibrario, Dino Del Col, Amerigo Duò, Pietro Ferreira, Enrico Martino, Ulisse Mesi, Luigi Migliavacca, Giovanni Moncalero, Luigi Savergnini, Battista Zumaglino;
- 1º febbraio 1945, Caselle Torinese - Fucilati - Luigi Cafiero, Antonio Garbolino, Andrea Mensa, Adolfo Praiotto, Mario Tamietti;
- 1º febbraio 1945, Genova - Fucilati sotto il ponte levatoio del Forte Castellaccio nel quartiere Righi - Sabatino Di Nello, Alfredo Formenti, Angelo Gazzo, Pietro Pinetti, Luigi Riva, Federico Vinelli;
- 1º febbraio 1945, Tarcento - Fucilati nei pressi del cimitero - Adriano Carlon, Bruno Frittaion, Angelo Lipponi, Cesare Longo, Elio Marcuz, Giannino Putto, Calogero Zaffuto, Pietro Zanier;
- 1º febbraio 1945, Ivrea - Fucilati contro la cinta del cimitero - Ugo Machieraldo, Riccio Orla, Piero Alfredo Ottinetti;
- 2 febbraio 1945, Milano - Fucilati al campo sportivo Giuriati - Luigi Campegi, Franco Mandelli, Veniero Mantovani, Vittorio Resti, Oliviero Volponez;
- 5 febbraio 1945, Cuorgnè - Impiccato lungo la strada di Alpette - Walter Fillak;
- 6 febbraio 1945, Ivrea - Fucilato dietro il muro di cinta del cimitero - Attilio Tempia;
- 9 febbraio 1945, Verona - Fucilato al poligono di tiro - Paolo Casanova;
- 11 febbraio 1945, Torino - Fucilati al Poligono Nazionale del Martinetto - Giovanni Canepa, Rubens Fattorelli, Alfonso Gindro, Nello Meneghini, Lorenzo Viale;
- 11 febbraio 1945, Udine - Fucilati contro il muro di cinta del cimitero - Carlo Bernardon, Michele Bernardon, Osvaldo Bernardon, Reno Bernardon, Antonio Chinese, Pietro Dorigo, Attilio Giordano, Luigi Klede, Lino Iuri, Fernando Lovisa, Francesco Lovisa, Gesuino Manca, Fortunato Maraldo, Giovanni Maroelli, Bruno Parmesan, Osvaldo Petrucco, Vincenzo Pontello, Luciano Pradolin, Renzo Serena, Renato Stabile, Adelchi Tommaso, Gino Zambon, Giovanni Zambon;
- 21 febbraio 1945, Barbania - Fucilati nella piazza principale - Luigi Bettani, Giuseppe Bettas, Luigi Bosa, Arcangelo Capasso, Domenico Caporossi, Ernesto Casagrande, Giovanni Modica, Pietro Ospedale, Rinaldo Picatti, Vittorio Rolle;
- 24 febbraio 1945, Santo Stefano Belbo - Fucilato nei pressi di Valdivilla - Dario Scaglione insieme ad un compagno ferito;
- 2 marzo 1945, Calvari di Davagna - Fucilati in località Bosco Peraja - Dino Berisso, Dino Bertetta, Domenico Jacopo, Paolo Motta, Romeo Nessano, Quinto Persico, Sergio Piombelli, Rinaldo Simonetti, Cesare Talassano, Carlo Zemide;
- 3 marzo 1945, Torino - Fucilati al Poligono Nazionale del Martinetto - Matteo De Bona, Alessandro Teagno;
- 6 marzo 1945, Pinerolo - Fucilati - Riccardo Gatto, Renato Peyrot, Guido Ricca;
- 7 marzo 1945, San Germano Chisone - Fucilati - Riccardo Balmas, Paolo Massenz, Ughetto Natalino;
- 10 marzo 1945, Pinerolo - Fucilati a Ponte Chisone -  Gino Genre,  Ugo Genre,  Raffaele Giallorenzo,  Mario Lossani,  Luigi Ernesto Monnet,  Luigi Palombini,  Francesco Salvioli;
- 10 marzo 1945, Rivoli - Fucilato - Renato Molinari;
- 13 marzo 1945, Asti - Fucilati contro il muro di cinta del cimitero - Anselmo Torchio, Pietro Vignale, Ermete Voglino;
- 15 marzo 1945, Valbondione - Fucilati sulla piazza - Giovanni Bono, Aldo Campanella;
- 22 marzo 1945, Rivarolo Canavese - Fucilati contro la cinta del cimitero dell'Argentera - Alessandro Bianco, Mario Porzio Vernino, Renzo Scognamiglio, Sergio Tamietti, Antonio Ugolini;
- 23 marzo 1945, Cravasco di Campomorone - Fucilati in una valletta presso il cimitero - Oscar Antibo, Giovanni Bellegrandi, Pietro Bernardi, Orlando Bianchi, Virginio Bignotti, Cesare Bo, Pietro Boido, Giulio Campi, Gustavo Capitò, Giovanni Carù, Cesare Dattilo, Arrigo Diodati (detto Franco) (sopravvissuto), Giacomo Goro, Giuseppe Malinverni, Nicola Panevino, Renato Quartini, Bruno Riberti, Ernesto Salvestrini;
- 24 marzo 1945, Brescia - Fucilato nel castello - Giacomo Cappellini;
- 26 marzo 1945, Rocca Canavese - Fucilati - Boris Bradac Bauder, Pasquale De Guglielmo, Pietro Fiore;
- 27 marzo 1945, Poggio Renatico - Fucilato vicino alla cinta del cimitero - Walter Magri;
- 30 marzo 1945, Livorno Ferraris - Fucilati sulla piazza - Mario Brusa Romagnoli, Francesco Bena, Giuseppe Gardano, Vittorio Suman;
- 9 aprile 1945, Udine - Fucilati - Luigi Ciol con altri ventotto partigiani;
- 11 aprile 1945, San Benedetto di Riccò del Golfo di Spezia - Fucilati presso Ponte Graveglia - Aldo Benvenuto, Roberto De Martin, Roberto Fusco, Dante Gnetti, Paolo Perozzo;
- 14 aprile 1945, Reggiolo - Fucilati dietro il muro di cinta del cimitero - Walter Compagnoni, Enzo Dalai, Claudio Franchi, Celestino Iotti, Balilla Nodolini, Lino Soragna, Jules Federico Tagliavini;
- 17 aprile 1945, Reggiolo - Fucilati dietro il muro di cinta del cimitero - Arnoldo Avanzi, Ermes Ferrari;
- 25 aprile 1945, Cuneo - Fucilati al Cimitero Vecchio detto Gessi - Eligio Botti, Rocco Bracciale, Virginio Cornaglia, Attilio Martinetto, Renato Tomatis;
- 26-27 aprile 1945, Saiano - Fucilati nella notte - Giuseppe Caravello, Giovanni Ceretti, Pino Malvezzi, Giovanni Battista Vighenzi.

## Edizioni
Tuttora ristampata, la raccolta ha avuto 14 edizioni nei "Saggi" Einaudi, 4 negli "Struzzi", poi apparve nei "Tascabili", nei "Millenni" e ora è pubblicata negli "ET Saggi".
- Lettere di condannati a morte della Resistenza italiana (8 settembre 1943 - 25 aprile 1945), a cura di Piero Malvezzi e Giovanni Pirelli, Prefazione di Enzo Enriques Agnoletti, Collana Saggi n.150, Torino, Einaudi, 1952 (I ed.: gennaio; III edizione ampliata di 67 lettere: giugno 1952; V ed. riveduta e ampliata, 1954; VI ed. riv. e ampliata, 1955); Collana Oscar n.152, Milano, Mondadori, 1968; Collana gli Struzzi n.43, Einaudi, 1973, ISBN 978-88-063-6848-7; 2 voll., Roma, L'Unità, 1993; Collana Einaudi Tascabili, Einaudi, 1994, ISBN 978-88-061-3505-8.
- Lettere di condannati a morte della Resistenza italiana 8 settembre 1943 - 25 aprile 1945, Nota introduttiva di Gustavo Zagrebelsky, Collana i millenni, Torino, Einaudi, 2002, ISBN 978-88-061-6320-4; Collana ET, Einaudi, 2003, ISBN 978-88-061-6495-9; Collana ET Saggi, Einaudi, 2005, ISBN 978-88-061-7886-4.